# محمد بنحمو
محمد بنحمو (1979 الجزائر) هو لاعب كرة قدم جزائري.

## روابط خارجية
- محمد بنحمو على موقع رابطة كرة القدم الفرنسية للمحترفين (الإنجليزية)
- محمد بنحمو على موقع قاعدة بيانات كرة القدم.إي يو (الإنجليزية)
- محمد بنحمو على موقع ناشيونال فوتبول تيمز (الإنجليزية)
- محمد بنحمو على موقع Soccerway.com (الإنجليزية)